# Патријарх српски Гаврило IV
Гаврило IV је био архиепископ пећки и патријарх српски око 1758. године. Грк по националности. На трону Пећке патријаршије био је кратко као и претходници патријарси Пајсије II и Викентије I.
Помиње се само 1758. године. На пећком трону наследио је патријарха Пајсија II, такође Грка по рођењу, али се није задржао дуго. Као нови патријарх наследио га је Кирило II.